# Brian Leizza
Brian Alexis Leizza (Buenos Aires, Argentina; 28 de abril de 2000) es un futbolista argentino. Juega de defensa central y su equipo actual es el CA Los Andes de la Primera B Nacional.

## Trayectoria
Formado en las inferiores del Club Atlético Tigre, Leizza dubutó en el primer equipo el 22 de octubre de 2020 ante Palmeiras en la Copa Libertadores. En agosto de 2022, firmó su primer contrato como profesional con el club.
En agosto de 2023, Leizza fue cedido al Central Córdoba (SdE).

## Estadísticas
Actualizado al último partido disputado el 30 de marzo de 2024.
| Club                            | Div.          | Temporada     | Liga  | Liga  | Copas nacionales | Copas nacionales | Copas internacionales | Copas internacionales | Total | Total |
| Club                            | Div.          | Temporada     | Part. | Goles | Part.            | Goles            | Part.                 | Goles                 | Part. | Goles |
| ------------------------------- | ------------- | ------------- | ----- | ----- | ---------------- | ---------------- | --------------------- | --------------------- | ----- | ----- |
| Tigre Argentina                 | 2.ª           | 2020          | 0     | 0     | 0                | 0                | 1                     | 0                     | 1     | 0     |
| Tigre Argentina                 | 1.ª           | 2022          | 11    | 0     | 1                | 0                | —                     | —                     | 12    | 0     |
| Tigre Argentina                 | 1.ª           | 2023          | 11    | 1     | 1                | 0                | 3                     | 0                     | 15    | 1     |
| Tigre Argentina                 | Total club    | Total club    | 22    | 1     | 2                | 0                | 4                     | 0                     | 28    | 1     |
| Central Córdoba (SdE) Argentina | 1.ª           | 2023          | 0     | 0     | —                | —                | —                     | —                     | 0     | 0     |
| Central Córdoba (SdE) Argentina | 1.ª           | 2024          | 6     | 0     | 1                | 0                | —                     | —                     | 7     | 0     |
| Central Córdoba (SdE) Argentina | Total club    | Total club    | 6     | 0     | 1                | 0                | 0                     | 0                     | 7     | 0     |
| Total carrera                   | Total carrera | Total carrera | 28    | 1     | 3                | 0                | 4                     | 0                     | 35    | 1     |

## Palmarés

### Títulos nacionales
| Título               | Club  | País      | Año  |
| -------------------- | ----- | --------- | ---- |
| Copa de la Superliga | Tigre | Argentina | 2019 |